# József Berényi
József Berényi (ur. 6 czerwca 1967 w Okoču) – słowacki polityk węgierskiej narodowości, parlamentarzysta, od 2010 do 2016 przewodniczący Partii Węgierskiej Koalicji, przemianowanej w międzyczasie na Partię Społeczności Węgierskiej.

## Życiorys
W 1991 ukończył studia z dziedziny historii na Wydziale Filozofii Uniwersytetu Komeńskiego w Bratysławie. W latach 1992–1993 pracował jako asystent na Uniwersytecie Konstantyna Filozofa w Nitrze. Następnie kształcił się w Budapeszcie i Nowym Jorku. Od 1995 pracował w jako sekretarz do spraw zagranicznych.
W 1998 wszedł w skład władz Partii Węgierskiej Koalicji. W latach 1999–2000 był doradcą ministra budownictwa i rozwoju regionalnego Słowacji. W wyborach w 2002 uzyskał mandat posła do Rady Narodowej (którego nie objął), zaś w 2006 reelekcję. W latach 2002–2006 był wiceministrem spraw zagranicznych. W kadencji 2006–2010 zasiadał w Zgromadzeniu Parlamentarnym Rady Europy. W 2010 jego ugrupowanie nie przekroczyło wyborczego progu. Obejmował funkcję radnego kraju trnawskiego oraz stanowisko wiceprzewodniczącego tego kraju.
W lipcu 2010 został nowym przewodniczącym Partii Węgierskiej Koalicji, zastępując Pála Csáky. Pod jego przywództwem partia nie zdołała powrócić do Rady Narodowej w 2012 ani w 2016. W czerwcu 2016 zastąpił go József Menyhárt.